# Marzena Michalska
Marzena Michalska (ur. 20 października 1975) – polska biegaczka, specjalizująca się w biegach biegach długodystansowych, mistrzyni i reprezentantka Polski.

## Kariera sportowa
Była zawodniczką Hutnika Kraków i Wawelu Kraków.
Na mistrzostwach Polski seniorów zdobyła osiem medali, w tym złoty w biegu na 10 000 m w 2002, dwa srebrne w biegu przełajowym i biegu na 10 000 m (oba w 2001) oraz pięć brązowych: w sztafecie 4 x 400 metrów w (1992, w biegu na 5000 m w 1998, 2000 i 2001 oraz w biegu na 10 000 m w 1998.
Reprezentowała Polskę na przełajowych mistrzostwach Europy w 2001 (53 m.), w superlidze Pucharu Europy w 2002, gdzie zajęła 7. miejsce w biegu na 5000 m, z wynikiem 16:46,91 oraz Pucharze Europy w biegu na 10 000 metrów w 2002, gdzie zajęła 6. miejsce w biegu B, z wynikiem 33:29,57
Rekordy życiowe:
- 800 m – 2:08,31 (25.06.1994)
- 1000 m – 2:46,07 (23.08.1998)
- 1500 m – 4:18,86 (08.08.1998)
- 3000 m – 9:08,71 (30.06.2002)
- 5000 m – 15:52,8 (29.05.2002)
- 10000 m – 33:16,64 (09.06.2002)
- półmaraton – 76:24 (22.09.2002)
- maraton - 2:43:01 (23.10.2011)
- 3000 m z przeszkodami – 10:21,61 (10.07.2002)